# 127737 Ferretti
127737 Ferretti è un asteroide della fascia principale. Scoperto nel 2003, presenta un'orbita caratterizzata da un semiasse maggiore pari a 2,611023 UA e da un'eccentricità di 0,092916, inclinata di 2,729045° rispetto all'eclittica.